# Paratendipes dolens
Paratendipes dolens är en tvåvingeart som först beskrevs av Jean-Jacques Kieffer 1910.  Paratendipes dolens ingår i släktet Paratendipes och familjen fjädermyggor. Inga underarter finns listade i Catalogue of Life.